# Pararistolochia incisiloba
Pararistolochia incisiloba är en piprankeväxtart som först beskrevs av Jongkind, och fick sitt nu gällande namn av M.E.Leal. Pararistolochia incisiloba ingår i släktet Pararistolochia och familjen piprankeväxter. Inga underarter finns listade i Catalogue of Life.